# تشارلز يانغ
تشارلز يانغ (بالصينية: 楊釗) (و. 1947 – م) هو سياسي.

## مناصب
تولى منصب member of the Provisional Legislative Council.

## التعليم
تعلم في Donghua University ‏.

## جوائز
حصل على جوائز منها:
- نجمة بواهينيا الذهبية [الإنجليزية]‏ (1 يوليو 2016)[2]
- Silver Bauhinia Star [الإنجليزية]‏.